# مملكة برغونة

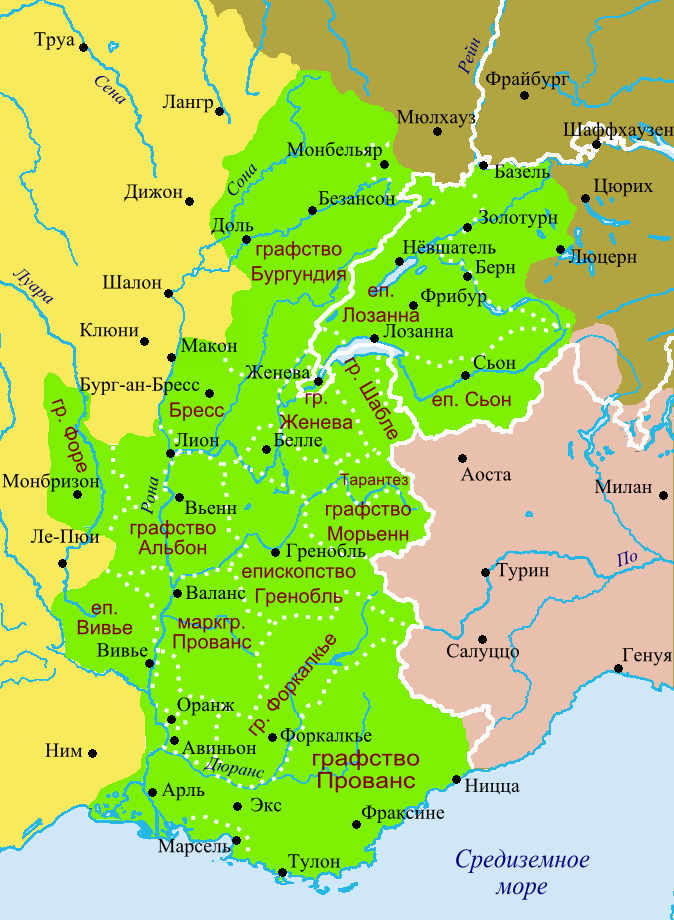

بُرْغُونَةُ أو بُرْغُونِيَةُ أو برغندية هي منطقة تاريخية في أوروبا الغربية شكلت كيانًا سياسيًا منفصلًا في عدد من الأشكال مع حدود مختلفة جدًا. ظهرت مملكة بورغندي مرتين - الأولى حوالي القرن السادس والثانية في القرن الحادي عشر، بينما ظهرت مملكة ثالثة شبيهة - حيث كان هناك أكثر من دولة نبيلة في المنطقة - إضافة إلى دوقية وكنتية وكانت جميعها تقريبًا ذات نفوذ وغنى. في المراحل الأخيرة من آخر سلالات البورغندي، أصبحت بورغندي واحدة من أكثر الدول تأثيرًا ونفوذًا في أوروبا، وكانت الدوقية جائزة كبرى تمتد ممتلكاتها عن طريق الزواج والإرث الأراضي المنخفضة (ثم بما في ذلك بلجيكا الحديثة) والأراضي الواسعة في لورين وتشمل كامل محيط وادي نهر الرون، وتقريبًا تتاخم نهر الراين غربي سويسرا وتمتد إلى أسفل وادي الرون إلى ساحل البحر الأبيض المتوسط.

## أعلام
- أديلايد من إيطاليا